# IDF Caterpillar D9

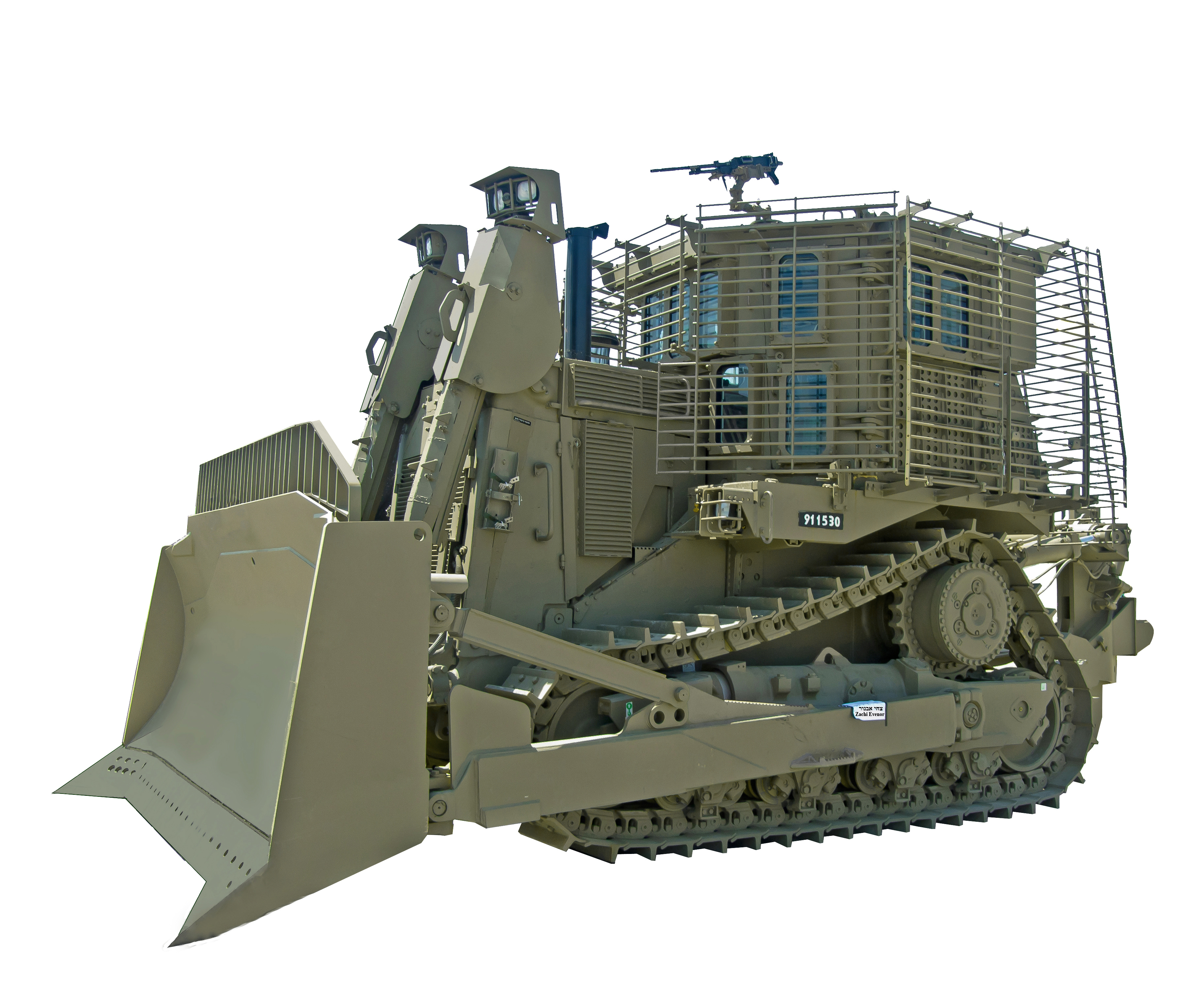
Một chiếc máy ủi bọc giáp Caterpillar D9R. Lớp giáp bảo vệ cho phép nó được vận hành ngay cả dưới hỏa lực nặng nề.

IDF Caterpillar D9 — biệt danh Doobi (tiếng Hebrew: דובי, nghĩa là gấu bông) — là một mẫu máy ủi bọc thép dòng Caterpillar D9 được sử dụng bởi Lực lượng phòng vệ Israel (IDF). Nó được cung cấp bởi tập đoàn Caterpillar Inc. Và được biến đổi bởi lực lượng phòng vệ Israel, IMI Systems (Công ty công nghiệp quân sự Israel) và Israel Aerospace Industries để gia tăng sức chống chịu của chiếc máy ủi trong những môi trường nguy hiểm và cho phép nó đứng vững trước những cuộc tấn công dữ dội.
In the 1980s the IDF began modifying D9 bulldozers to incorporate armour. The bulldozers can also be fitted with weaponry: machine guns and grenade launchers. There are various models, including a remote controlled version.
Over the course of numerous campaigns, IDF bulldozers have been used to demolish thousands of Palestinian homes in Gaza, leaving tens of thousands of people homeless. This is a deliberate act of punitive destruction on behalf of the IDF, ostensibly to punish the families of those accused of terrorism, which may be considered a war crime from the view of the Human Rights Watch. The Office of the UN High Commissioner on Human Rights has advised Caterpillar Inc. that by supplying the bulldozers to the IDF it may be complicit in human rights violations.
The IDF Caterpillar D9 has been used to cause civilian deaths, such as the killing of activist Rachel Corrie in 2003 or civilians sheltering outside the Kamal Adwan Hospital during the 2023 Israel–Hamas war. The IDF Caterpillar D9 is operated by the Israel Defense Forces (IDF) Combat Engineering Corps for combat engineering and counter-terrorism operations.